# Hans-Georg Musmann
Hans-Georg Musmann (* 14. August 1935 in Wiedelah) ist ein deutscher Elektrotechniker und Professor der Elektrotechnik. Sein Hauptarbeitsgebiet ist die Audio- und Videocodierung. Unter anderem wurde unter seiner Leitung der Audiocodierstandard MP3 entwickelt.

## Leben
Musmann erlangte 1962 das Diplom der Elektrotechnik an der Technischen Universität Braunschweig (damals: Technische Hochschule Braunschweig). 1966 folgte der Doktorgrad ebenfalls in Braunschweig. Von 1966 bis 1973 arbeitete er am Institut für Nachrichtentechnik der TU Braunschweig, wo er sich mit digitalen Kommunikationssystemen und insbesondere mit Quellencodierung beschäftigte. 1970 habilitierte er und wurde Lehrbeauftragter.
Ab 1973 war er Professor an der Universität Hannover und Leiter des Instituts für Theoretische Nachrichtentechnik und Informationsverarbeitung und ab 1988 Verwaltungsratsmitglied des Laboratoriums für Informationstechnologie. Er beschäftigte sich hauptsächlich mit Video- und Audiocodierung. Er schrieb über 50 Forschungsberichte und ist Inhaber von 15 Patenten. So wirkte er 1977 an der Entwicklung der Standardisierung der digitalen Übertragung von Fax-Signalen mit. Zur gleichen Zeit entwickelte er Verfahren zur Videotelefonie (ISDN) weiter.
1981 war er Gastprofessor an der University of Hangzhou in China und 1984 an der Universität Pretoria in Südafrika. Von 1988 bis 1992 war er Leiter der ISO MPEG/Audio Forschungsgruppe, die in der Zeit u. a. den Audiocodierstandard MP3 entwickelte. Auch an der Entwicklung der neuesten Mobilfunkgeneration wie GPRS und UMTS hatte er großen Anteil. Heute ist er emeritierter Professor an der Leibniz Universität Hannover.
Musmann ist Mitglied in der Akademie der Wissenschaften zu Göttingen, der Deutschen Akademie der Technikwissenschaften (acatech), der Academia Europaea London, der Europäischen Akademie der Wissenschaften und Künste Salzburg und der Braunschweigischen Wissenschaftlichen Gesellschaft.
Seit 1956 ist er Mitglied der Studentenverbindung Braunschweiger Wingolf.

## Veröffentlichungen (Auswahl)
- Über nichtlineare Resonanzkreise und ihre Verwendung als schnelle binäre Speicher in logischen Speichern, Braunschweig, 1966
- Über redundanzreduzierende Quellencodierung, Braunschweig 1970
- Advances in picture coding mit P. Pirsch und H.J. Gallert in Proceedings of the IEEE, Vol. 73, Nr. 4, pp. 523–548, 1985
- Object-oriented analysis-synthesis coding of moving images mit M. Hoetter und J. Ostermann in Signal Processing: Image Communications, Vol. 1, Nr. 2, pp. 117–138, Januar 1989
- Vier Jahrzehnte Videocodierung mit. R. Lippmann in it - Information Technology, Vol. 5, Nr. 45, pp. 263–272, Mai 2003
- Motion and Aliasing Compensated Prediction for Hybrid Video Coding mit T. Wedi in IEEE Transactions on Circuits and Systems for Video Technology, invited paper, Juli 2003
- Genesis of the MP3 Audio Coding Standard in IEEE Transactions on Consumer Electronics, IEEE, Vol. 52, Nr. 3, pp. 1043–1049, August 2006

## Auszeichnungen
- Preis der Informationstechnischen Gesellschaft 1971
- Preis der Karl Heinz Beckurts-Stiftung 1991[1]
- Wissenschaftspreis des Landes Niedersachsen 1996
- Karl-Küpfmüller-Preis der ITG 2000
- Verdienstkreuz 1. Klasse 2008
- Richard-Theile-Medaille 2008